# Lilienvenn
Das Lilienvenn ist ein rund 112 Hektar großes Naturschutzgebiet in Kattenvenne im Südwesten der Gemeinde Lienen an der Grenze zum Kreis Warendorf. 

## Bedeutung
Hier wachsen der  Brennhahnenfuß- und Knickfuchsschwanzrasen und die Rotschwingel-Magerweide. Es ist Brutgebiet des Großen Brachvogels, des Zwergtauchers, der Wachtel, des Kiebitzes, des Neuntöters und des Pirols und Rastplatz zahlreicher anderer Vogelarten.

## Flur in Ostbevern
Die Flurbezeichnung, nicht das Naturschutzgebiet, geht bis nach Ostbevern hinein und liegt dort, weit aus größer an Fläche in der Nord-Ost-Ecke der Gemeinde, zwischen Riedenbach und Bockhorner Bach.